# Lijnbaan van de Verenigde Oost-Indische Compagnie

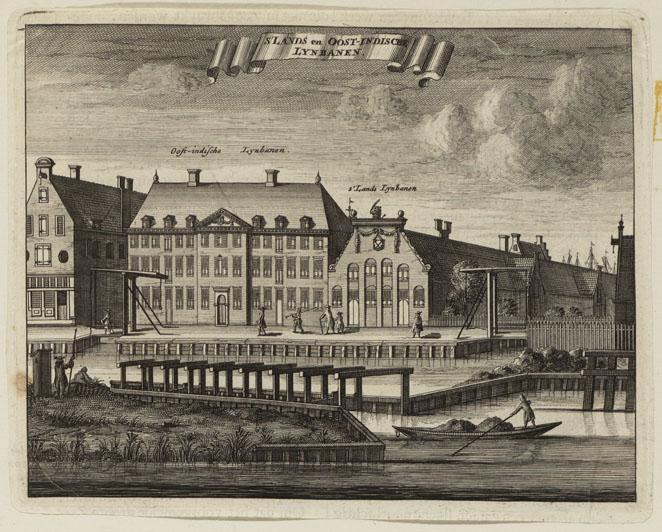
Kopergravure van de VOC- en Admiraliteitslijnbaan door Caspar Commelin (1693).

De Lijnbaan van de Verenigde Oost-Indische Compagnie, Oost-Indische Lijnbaan of Compagnieslijnbaan, later ook wel Suikerhuis genoemd, is een gebouw uit 1660 aan de Oostenburgergracht in Amsterdam. Het diende oorspronkelijk als voorgebouw van de lijnbaan (touwslagerij) van de Vereenigde Oostindische Compagnie (VOC), als opslagplaats voor touw en hennep (de grondstof voor touw) en als kantoor. De lijnbaan van de VOC en de naastgelegen Admiraliteitslijnbaan namen het achterliggende terrein in, een uitgestrekt gebouw dat wel 500 meter doorliep, tussen de Oostenburgervaart en de Conradstraat, tot aan het IJ.
Het brede gebouw bestaat uit drie etages en een schilddak. De voorgevel heeft een middenrisaliet met een gebeeldhouwd fronton dat het wapenschild van de VOC toont en de letters "A VOC", het monogram van de kamer van de VOC in Amsterdam.
In het gebouw en de naastgelegen Admiraliteitslijnbaan was van 1950 tot 2011 het Werkspoormuseum ondergebracht. Het dient ook als ontvangst- en vergadercentrum voor het Stork-concern. In een deel van de voormalige lijnbanen was tot 2014 het Werkteater gevestigd. Achter de lijnbaansgebouwen is nu een nieuwbouwwijk, met straatnamen die herinneren aan de vroegere lijnbanen, zoals Compagniestraat, Touwbaan en Admiraliteitstraat.
De Lijnbaan van de Verenigde Oost-Indische Compagnie werd in 1970 aangewezen als rijksmonument.

## Geschiedenis
Het eiland Oostenburg werd in de 17e eeuw aangelegd door de VOC, om scheepswerven en magazijnen op te vestigen. Op Oostenburg werd in 1660 een lijnbaan aangelegd als touwslagerij en opslagplaats voor de schepen van de VOC. Ernaast werd een tweede lijnbaan gebouwd, de Admiraliteitslijnbaan van de Admiraliteit van Amsterdam. De lijnbanen van de VOC en de Admiraliteit lagen naast elkaar, alleen gescheiden door een binnenmuur.
In de loop van de 19e eeuw raakten de lijnbanen in onbruik, en in 1887 waren de lijnbanen zo bouwvallig geworden dat ze werden gesloten. Rond 1920 werden de lijnbanen gesloopt, met uitzondering van de hoofdgebouwen. Het terrein werd hierna gebruikt als militaire opslagplaats. Er stonden loodsen waarin militaire voertuigen, munitie, kleding, uitrusting en andere zaken werden opgeslagen. Het gebied bleef in militair gebruik tot 1983. In 1985 werden de loodsen gekraakt, tot de kraakpanden in 1988 werden ontruimd en gesloopt.
Het voorgebouw deed tot in de 19e eeuw dienst als pakhuis voor suiker, waardoor het de bijnaam Suikerhuis kreeg.

### Restauratie
In de periode 1949-1950 werd het voorgebouw gerestaureerd onder leiding van A.A. Kok. In het oorspronkelijk restauratieplan werden de hijsdeuren op alle bouwlagen weer teruggebracht, en werden diverse vensterformaten en de toegangsdeur gewijzigd. De resten van de lijnbaan achter het gebouw zou als ruïne bewaard blijven. Ook zou de naastgelegen woning van de equipagemeester, die verantwoordelijk was voor uitrusting van de schepen, weer hersteld worden. Uiteindelijk is de lijnbaan helemaal gesloopt en is een nieuw complex achter nummer 77 gebouwd met onder meer magazijnen. Museum Werkspoor opende in 1950 in het gebouw en de naastgelegen Admiraliteitslijnbaan. Het museum, dat in 2011 werd gesloten, toonde onder meer de geschiedenis van de VOC op Oostenburg.